# Timea Bacsinszky
Timea Bacsinszky (* 8. Juni 1989 in Lausanne) ist eine ehemalige Schweizer Tennisspielerin.

## Karriere
Bacsinszky wurde im Jahr 2000 Schweizer Meisterin der Juniorinnen. Im Alter von 12 Jahren gewann sie das prestigeträchtige Juniorenturnier Les Petits As in Tarbes. 2003 gewann sie das Turnier erneut, wie bereits Martina Hingis elf Jahre zuvor. Einen Tag nach ihrem 14. Geburtstag bestritt sie ihr erstes Turnier auf der WTA Tour, die Zurich Open, für die sie eine Wildcard für die Qualifikation erhalten hatte; ihre Zweitrundenpartie musste sie allerdings wegen einer Adduktorenverletzung abbrechen. Sie bekam von den Verantwortlichen eine Einladung für das Schweizer Fed-Cup-Team, für das sie mittlerweile 43 Partien bestritten und dabei 23 Siege gefeiert hat.

### Erste Erfolge auf der Profitour
Ende 2004 war sie die Nummer 224 der WTA-Weltrangliste. Wegen Problemen mit dem Schweizer Tennisverband Swiss Tennis sowie Streitigkeiten mit dem Fed-Cup-Team und einer Turnierpause fiel sie bis Ende 2005 jedoch zurück. Mit dem Fed-Cup-Team verlor sie zwar gegen Japan, bezwang dabei aber zum ersten Mal eine Top-100-Spielerin.
Es folgten zwei ITF-Turniersiege und im Mai 2006 erschien sie in Strassburg erstmals auf der Setzliste eines WTA-Turniers. Bei den Zurich Open bezwang sie dann zwei Top-Ten-Spielerinnen und gelangte bis in den Viertelfinal.
Mit einem Sieg über Anda Perianu in der dritten Qualifikationsrunde der French Open stand Bacsinszky 2007 erstmals im Hauptfeld eines Grand-Slam-Turniers; mit einem Sieg in Runde eins über Zheng Jie verbesserte sie sich auf Position 89 der Weltrangliste. Auch für Wimbledon stand sie somit im Hauptfeld, scheiterte aber gleich an Wera Duschewina.

### 2008–2010

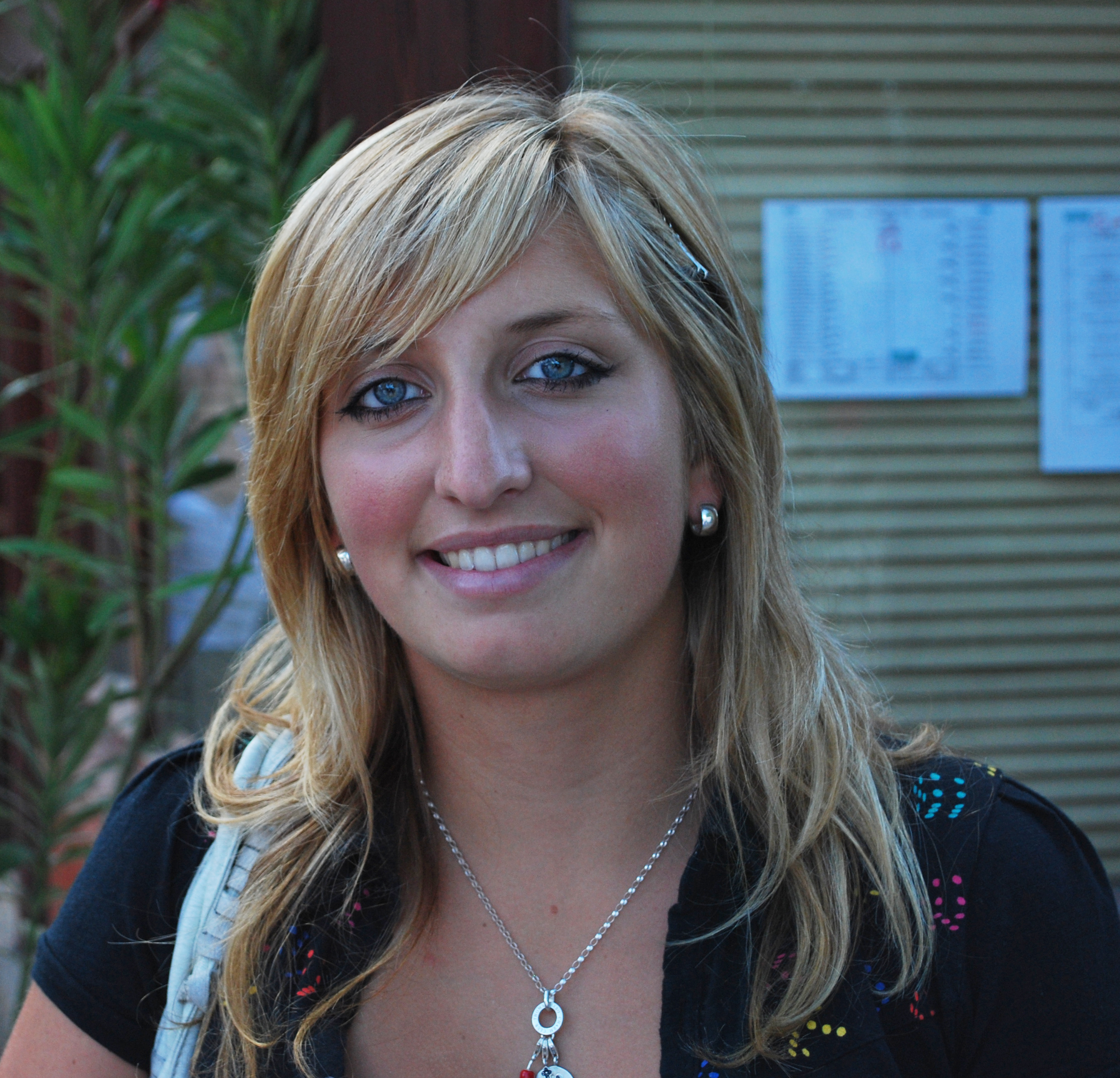
Bacsinszky 2008 in Budapest

Bei ihrem Saisonstart beim WTA-Turnier von Gold Coast schied Bacsinszky nach erfolgreicher Qualifikation in zwei Sätzen gegen Flavia Pennetta aus. Auch bei den Australian Open überstand sie die Qualifikation; sie besiegte die Australierin Sophie Ferguson mit 6:4, 6:3 und unterlag dann Sania Mirza mit 1:6, 6:4 und 5:7.
Im Februar in Antwerpen besiegte sie nach überstandener Qualifikation Wolha Hawarzowa mit 6:3, 3:6 und 7:5, nachdem sie im dritten Satz beim Stande von 4:5 einen Matchball abgewehrt hatte. Im Achtelfinal setzte sie sich gegen Julie Ditty in zwei Sätzen durch, anschliessend profitierte sie beim 6:2, 4:6 und 4:1 gegen Daniela Hantuchová von deren verletzungsbedingter Aufgabe. Im Halbfinal unterlag sie der Nummer 1, Justine Henin, mit 6:2, 3:6 und 3:6. Bacsinszky machte einen Sprung von Rang 94 auf Platz 60 der Weltrangliste.
In Dubai und Miami scheiterte sie dann jeweils schon in der ersten Runde der Qualifikation, in Amelia Island wie auch in Charleston in der ersten Runde des Hauptfelds. Beim Turnier in Strassburg besiegte sie zunächst Jelena Dokić in zwei, dann die an Nummer 8 gesetzte Yan Zi in drei Sätzen. Im Viertelfinal gelang ihr gegen die an Nummer 2 gesetzte Aljona Bondarenko die Revanche für die Niederlage in Zürich im Jahr zuvor. Ihren ersten Final auf der Profitour verpasste Bacsinszky mit einer Zweisatzniederlage gegen Anabel Medina Garrigues.
Bei den French Open besiegte sie Tamira Paszek in drei Sätzen, ehe sie gegen Patty Schnyder mit 4:6, 6:4 und 1:6 verlor. Danach legte sie eine Pause ein und begann mit ihren Vorbereitungen für die Rasensaison. In Wimbledon schlug sie Julie Ditty mit 7:5 und 6:3. Gegen die an Nummer 5 gesetzte Jelena Dementjewa lag sie im dritten Satz, nach 6:4 und 3:6 in den Sätzen eins und zwei, bereits mit 3:0 in Führung, verlor dann aber den entscheidenden Satz mit 3:6.
Die Australian Open musste sie 2009 wegen einer Knieverletzung absagen. Im Februar unterlag sie mit dem Schweizer Fed-Cup-Team Deutschland mit 2:3.
Im März erreichte sie in Indian Wells die zweite Runde, in der sie Caroline Wozniacki unterlag. Auch bei den French Open stand sie nach ihrem Auftaktsieg über Émilie Loit in der zweiten Runde, in der sie an Li Na scheiterte. In Wimbledon unterlag sie Marion Bartoli ebenfalls in Runde zwei.
Bei den US Open konnte Bacsinszky ihr gutes Vorjahresergebnis nicht wiederholen; sie schied in der zweiten Runde in drei Sätzen gegen Hantuchová aus.
Im Oktober gelang ihr der bis dahin grösste Erfolg, als sie im Endspiel der BGL Luxembourg Open Sabine Lisicki mit 6:2, 7:5 besiegen und ihren ersten WTA-Titel feiern konnte.
2010 gelang ihr der Einzug in den Final von Bad Gastein, in dem sie Julia Görges in zwei Sätzen unterlag. Beide Spielerinnen hatten sich dort bereits im Final der Qualifikation gegenübergestanden, das mit demselben Ergebnis geendet hatte. Zudem erreichte sie in Miami (Kategorie: Premier Mandatory) den Achtelfinal (glatte Niederlage gegen Yanina Wickmayer). Bei den French Open unterlag sie in der zweiten Runde Alexandra Dulgheru.

### 2012–2014
Bacsinszky gewann 2012 zwei ITF-Turniere, in Brasília und in Mont-de-Marsan. 2013 folgte ein Titelgewinn beim ITF-Turnier in Contrexéville; die Qualifikationen bei den French Open und in Wimbledon verliefen dagegen nicht erfolgreich.
Im April 2013 beendete sie zunächst ihre Karriere und trat ein Praktikum in einem Hotel an. Einen Monat später erhielt sie kurzfristig einen Startplatz für die Qualifikation der French Open, worauf sie ihre Karriere fortsetzte.
Bacsinszky erreichte 2014 bei den French Open, in Wimbledon und bei den US Open die zweite Runde. Mit ihrem Sieg über Marija Scharapowa in der dritten Runde beim WTA-Turnier in Wuhan stand sie im September 2014 nach vier Jahren erneut in den Top 50 der Weltrangliste.

### Seit 2015
Im Februar 2015 gewann sie beim Turnier im Acapulco mit einem Endspielsieg über Caroline Garcia ihren zweiten WTA-Titel im Einzel. Bereits eine Woche später sicherte sie sich in Monterrey ihren dritten Einzeltitel, erneut gegen Garcia. Bei den French Open erreichte Bacsinszky erstmals den Halbfinal eines Grand-Slam-Turniers; sie unterlag dort nach sehr gutem Beginn der späteren Turniersiegerin Serena Williams in drei Sätzen. Trotz der Niederlage stand sie danach erstmals in den Top 20; nach ihrer Viertelfinalteilnahme in Wimbledon verbesserte sie sich auf Platz 14. Mit dem Einzug in den Final beim Premier-Mandatory-Turnier in Peking sicherte sich Bacsinszky erstmals den Einzug in die Top Ten. Sie ist damit nach Manuela Maleeva, Martina Hingis und Patty Schnyder die vierte Schweizerin, der das gelungen ist.
2016 waren ihre nennenswertesten Erfolge der Titelgewinn in Rabat sowie der Viertelfinaleinzug bei den French Open. Bei den Olympischen Sommerspielen in Rio de Janeiro gewann sie zusammen mit Martina Hingis in der Doppelkonkurrenz Silber.
Ihr letztes Profispiel bestritt Bacsinszky am 16. September 2019 in Seoul. Im Juli 2021 gab sie schließlich ihr Karriereende bekannt.

## Turniersiege

### Einzel
| Nr. | Datum            | Turnier             | Kategorie         | Belag             | Finalgegnerin           | Ergebnis      |
| --- | ---------------- | ------------------- | ----------------- | ----------------- | ----------------------- | ------------- |
| 1.  | August 2003      | Wrexham             | ITF $10'000       | Hartplatz         | Karen Lamb              | 6:0, 6:3      |
| 2.  | April 2004       | Dinan               | ITF $50'000+H     | Sand (Halle)      | Tzipi Obziler           | 6:2, 6:1      |
| 3.  | August 2004      | Martina Franca      | ITF $25'000       | Sand              | Bahia Mouhtassine       | 6:4, 6:4      |
| 4.  | April 2006       | Dinan               | ITF $75'000       | Sand (Halle)      | Jaroslawa Schwedowa     | 3:6, 7:5, 6:0 |
| 5.  | Mai 2006         | Saint-Gaudens       | ITF $50'000       | Sand              | Ivana Abramović         | 7:5, 6:4      |
| 6.  | April 2007       | Cagnes-sur-Mer      | ITF $100'000      | Sand              | Tatjana Malek           | 6:4, 6:1      |
| 7.  | 25. Oktober 2009 | Luxemburg           | WTA International | Hartplatz (Halle) | Sabine Lisicki          | 6:2, 7:5      |
| 8.  | Juli 2012        | Rovereto            | ITF $15'000       | Sand              | Anne Schäfer            | 6:0, 6:2      |
| 9.  | September 2012   | Mont-de-Marsan      | ITF $25'000       | Sand              | Teliana Pereira         | 6:2, 3:6, 6:2 |
| 10. | 27. Oktober 2012 | Brasilia            | ITF $25'000       | Sand              | Aleksandrina Najdenowa  | 6:4, 6:3      |
| 11. | 21. Juli 2013    | Contrexéville       | ITF $50'000       | Sand              | Beatriz García Vidagany | 6:1, 6:1      |
| 12. | 26. Januar 2014  | Andrézieux-Bouthéon | ITF $25'000       | Hartplatz (Halle) | Ysaline Bonaventure     | 6:1, 6:1      |
| 13. | 15. Februar 2014 | Tallinn             | ITF $15'000       | Hartplatz (Halle) | Anett Kontaveit         | 6:3, 6:3      |
| 14. | 28. Februar 2015 | Acapulco            | WTA International | Hartplatz         | Caroline Garcia         | 6:3, 6:0      |
| 15. | 8. März 2015     | Monterrey           | WTA International | Hartplatz         | Caroline Garcia         | 4:6, 6:2, 6:4 |
| 16. | 30. April 2016   | Rabat               | WTA International | Sand              | Marina Eraković         | 6:2, 6:1      |
| 17. | 4. November 2018 | Nantes              | ITF $25'000       | Hartplatz (Halle) | Amandine Hesse          | 6:4, 3:6, 6:1 |

### Doppel
| Nr. | Datum            | Turnier             | Kategorie         | Belag             | Partnerin           | Finalgegnerinnen                                 | Ergebnis          |
| --- | ---------------- | ------------------- | ----------------- | ----------------- | ------------------- | ------------------------------------------------ | ----------------- |
| 1.  | November 2005    | Opole               | ITF $25'000       | Teppich (Halle)   | Nadseja Astrouskaja | Lucie Hradecká Gabriela Chmelinová               | 6:4, 7:65         |
| 2.  | Februar 2006     | Stockholm           | ITF $25'000       | Hartplatz (Halle) | Aurélie Védy        | Surina De Beer Anne Keothavong                   | 6:4, 6:4          |
| 3.  | April 2007       | Cagnes-sur-Mer      | ITF $100'000+H    | Sand              | Aurélie Védy        | Katarína Kachlíková Anastassija Pawljutschenkowa | 7:5, 7:5          |
| 4.  | September 2007   | Bordeaux            | ITF $100'000+H    | Sand              | Sandra Klösel       | Alissa Michailowna Kleibanowa Nathalie Vierin    | 7:62, 6:4         |
| 5.  | September 2009   | Sofia               | ITF $100'000      | Sand              | Tathiana Garbin     | Polona Hercog Petra Martić                       | 6:2, 7:64         |
| 6.  | September 2009   | Saint-Malo          | ITF $100'000+H    | Sand              | Tathiana Garbin     | Andreja Klepač Aurélie Védy                      | 6:3, Aufgabe      |
| 7.  | Okt/Nov 2009     | Ortisei             | ITF $100'000+H    | Teppich (Halle)   | Tathiana Garbin     | Galina Woskobojewa Barbora Strýcová              | 6:2, 6:2          |
| 8.  | 11. Juli 2010    | Budapest            | WTA International | Sand              | Tathiana Garbin     | Sorana Cîrstea Anabel Medina Garrigues           | 6:3, 6:3          |
| 9.  | 18. Juli 2010    | Prag                | WTA International | Sand              | Tathiana Garbin     | Monica Niculescu Ágnes Szávay                    | 7:5, 7:64         |
| 10. | Oktober 2010     | Torhout             | ITF $100'000+H    | Hartplatz         | Tathiana Garbin     | Michaëlla Krajicek Yanina Wickmayer              | 6:4, 6:2          |
| 11. | 24. Oktober 2010 | Luxemburg           | WTA International | Hartplatz (Halle) | Tathiana Garbin     | Iveta Benešová Barbora Záhlavová-Strýcová        | 6:4, 6:4          |
| 12. | September 2012   | Mont-de-Marsan      | ITF $25'000       | Sand              | Mihaela Buzărnescu  | Aleksandrina Najdenowa Teliana Pereira           | 6:4, 6:1          |
| 13. | 11. Oktober 2012 | Suzhou              | ITF $100'000      | Hartplatz         | Caroline Garcia     | Yang Zhaoxuan Zhao Yijing                        | 7:5, 6:3          |
| 14. | 21. Februar 2013 | Kreuzlingen         | ITF $10'000       | Teppich (Halle)   | Xenia Knoll         | Matea Mezak Silvia Njirić                        | 6:3, 6:2          |
| 15. | 4. Oktober 2013  | Budapest            | ITF $25'000       | Sand              | Xenia Knoll         | Réka Luca Jani Weronika Kapschaj                 | 7:63, 6:2         |
| 16. | 8. November 2013 | Équeurdreville      | ITF $25'000       | Hartplatz (Halle) | Kristina Barrois    | Diāna Marcinkēviča Eva Wacanno                   | 6:4, 6:3          |
| 17. | November 2013    | Scharm asch-Schaich | ITF $75'000+H     | Sand              | Kristina Barrois    | Anna Morgina Kateřina Siniaková                  | 65:7, 6:0, [10:4] |
| 18. | 18. Oktober 2014 | Luxemburg           | WTA International | Hartplatz (Halle) | Kristina Barrois    | Lucie Hradecká Barbora Krejčíková                | 3:6, 6:4, [10:4]  |
| 19. | 4. Februar 2018  | St. Petersburg      | WTA Premier       | Hartplatz (Halle) | Wera Swonarjowa     | Alla Kudrjawzewa Katarina Srebotnik              | 2:6, 6:1, [10:3]  |
| 20. | 8. Juni 2019     | Bol                 | WTA Challenger    | Sand              | Mandy Minella       | Cornelia Lister Renata Voráčová                  | 0:6, 7:63, [10:4] |

## Abschneiden bei Grand-Slam-Turnieren

### Einzel
| Turnier         | 2005 | 2006 | 2007 | 2008 | 2009 | 2010 | 2011 | 2012 | 2013 | 2014 | 2015 | 2016 | 2017 | 2018 | 2019 | Karriere |
| --------------- | ---- | ---- | ---- | ---- | ---- | ---- | ---- | ---- | ---- | ---- | ---- | ---- | ---- | ---- | ---- | -------- |
| Australian Open | Q1   | —    | Q3   | 2    | —    | 1    | 1    | —    | —    | —    | 3    | 2    | 3    | —    | 3    | 3        |
| French Open     | —    | —    | 2    | 2    | 2    | 2    | —    | —    | Q1   | 2    | HF   | VF   | HF   | —    | Q2   | HF       |
| Wimbledon       | —    | —    | 1    | 2    | 2    | 1    | —    | —    | Q2   | 2    | VF   | 3    | 3    | —    | 1    | VF       |
| US Open         | —    | —    | 1    | 3    | 2    | 1    | —    | 1    | —    | 2    | 1    | 2    | —    | 1    | 1    | 3        |

Zeichenerklärung: S = Turniersieg; F, HF, VF, AF = Einzug ins Final / Halbfinal / Viertelfinal / Achtelfinal; 1, 2, 3 = Ausscheiden in der 1. / 2. / 3. Hauptrunde; Q1, Q2, Q3 = Ausscheiden in der 1. / 2. / 3. Runde der Qualifikation; n. a. = nicht ausgetragen

### Doppel
| Turnier         | 2008 | 2009 | 2010 | 2011 | 2012 | 2013 | 2014 | 2015 | 2016 | 2017 | 2018 | 2019 | Karriere |
| --------------- | ---- | ---- | ---- | ---- | ---- | ---- | ---- | ---- | ---- | ---- | ---- | ---- | -------- |
| Australian Open | —    | —    | 2    | 2    | —    | —    | —    | 1    | —    | —    | —    | 1    | 2        |
| French Open     | 2    | —    | 1    | —    | —    | —    | —    | 2    | —    | —    | —    | —    | 2        |
| Wimbledon       | 1    | —    | 2    | —    | —    | —    | —    | 1    | —    | —    | —    | 1    | 2        |
| US Open         | 1    | 1    | AF   | —    | —    | —    | 1    | 2    | —    | —    | AF   | —    | AF       |